# Tåkern
Il Tåkern è un lago in contea di Östergötland in Svezia . Viene considerato uno dei grandi laghi del nord Europa per specie di uccelli presenti. Ha una lunghezza massima di 12 km e 8 km di larghezza, con una profondità media di soli 0,8 metri. Il lago si estende a circa 20 km a ovest di Mjölby, essendo confine a ovest con Omberg . Tutto il lago, con le sue spiagge circostanti è stato dichiarato riserva naturale dal 1975. Da aprile a fine luglio, non è aperto al pubblico, tranne le zone visitabili e percorsi a piedi.
Il suo aspetto attuale con il livello di acqua bassa e le rive paludose risale agli anni 1842-1844. Quando si provò a bonificare il lago asciugandolo per far emergere terre fertili per i seminativi e il pascolo. Il livello medio dell'acqua del lago è stata abbassata da 2.50 metri a 0.80 metri facendo emergere, circa 1.600 ettari di seminativo e pascolo, e 500 ettari di terreno paludoso.
Tåkern è incluso nella Convenzione di Ramsar, una convenzione internazionale per la protezione delle zone umide di pregio.
Nelle vicinanze si trova la Palafitta di Alvastra.

## Fauna
Nel Tåkern vivono diverse specie tra cui il cannareccione (Acrocephalus arundinaceus), il basettino (Panurus biarmicus), il mignattino (Chlidonias niger), il cigno reale (Cygnus olor), il falco pescatore (Pandion haliaetus), il ciuffolotto scarlatto (Carpodacus erythrinus) e l'oca granaiola della taiga (Anser fabalis). Intorno al lago ci sono circa 450 ettari di prati, dove vivono diverse specie di trampolieri come il totano moro (Tringa erythropus), la pantana (Tringa nebularia) e il combattente (Philomachus pugnax).